# Torre BCP
La Torre BCP (abreviada del francés: Tour de la Banque Centrale Populaire) es un edificio de oficinas situado en el distrito del Maʿarif de Casablanca, Marruecos. Fue construida entre 2022 y 2023 y tiene 120 metros de altura, con 27 plantas. Es actualmente el quinto edificio más alto de Marruecos, así como el segundo más alto de Casablanca.

## Descripción
El proyecto consta de 2 volúmenes simples, paralelepipédicos, formados por el podio de 5 plantas en planta y la Torre de 27 plantas adosada a él. Las dos fachadas principales están orientadas al norte y al sur. Reciben un trato diferente para adaptarse a esta situación:
La fachada norte está formada por una doble capa de bloques de grandes dimensiones (2,70 metros de ancho por 3,6 metros de alto). La capa interior se compone de marcos acristalados sobre un umbral mixto opaco y acristalado (barrera contra incendios), mientras que la capa exterior ofrece un único panel de vidrio de gran tamaño. Una junta hueca en cada piso permite la ventilación del espacio de aire, y el alféizar asegura la conexión y división entre pisos, ocultando el plénum con su parte opaca y manteniendo la vista gracias a la sección de vidrio.
La fachada sur, más expuesta al sol, está protegida con una malla de mashrabiya realizada en hormigón GRC. El diseño de estos paneles cuadrados, de 1,80 m de lado, varía según la distribución de llenos y vacíos y la malla más o menos densa de su marco. La fachada interior, retranqueada, está formada por marcos clásicos de cristal de altura completa, de 1,35 m de ancho. Los frontones ciegos utilizan el mismo tipo de patrón que el revestimiento GRC, excepto que los paneles que son completamente sólidos.
El complejo cuenta con una superficie de 23.957 metros cuadrados. Cuenta con certificación LEED.